# Терпилос
Терпилос (грч. Τέρπυλλος) је насељено место у општини Кукуш у периферији Средишња Македонија, Грчка. Према попису из 2021. године било је 400 становника.
Према бугарском географу и историчару, Василу Канчову, у Терпилосу је 1900. године живело 820 Турака и 60 Рома.  Током Балканских ратова село је настрадало а већина становништва протерана (на попису из 1913. остало само 142 мештана). На њихово место су насељене грчке избегличке породице из Турске и Бугарске. На попису из 1928. године Терпилос је имао 837 становника. Село се раније звало Коркут.